# MUW

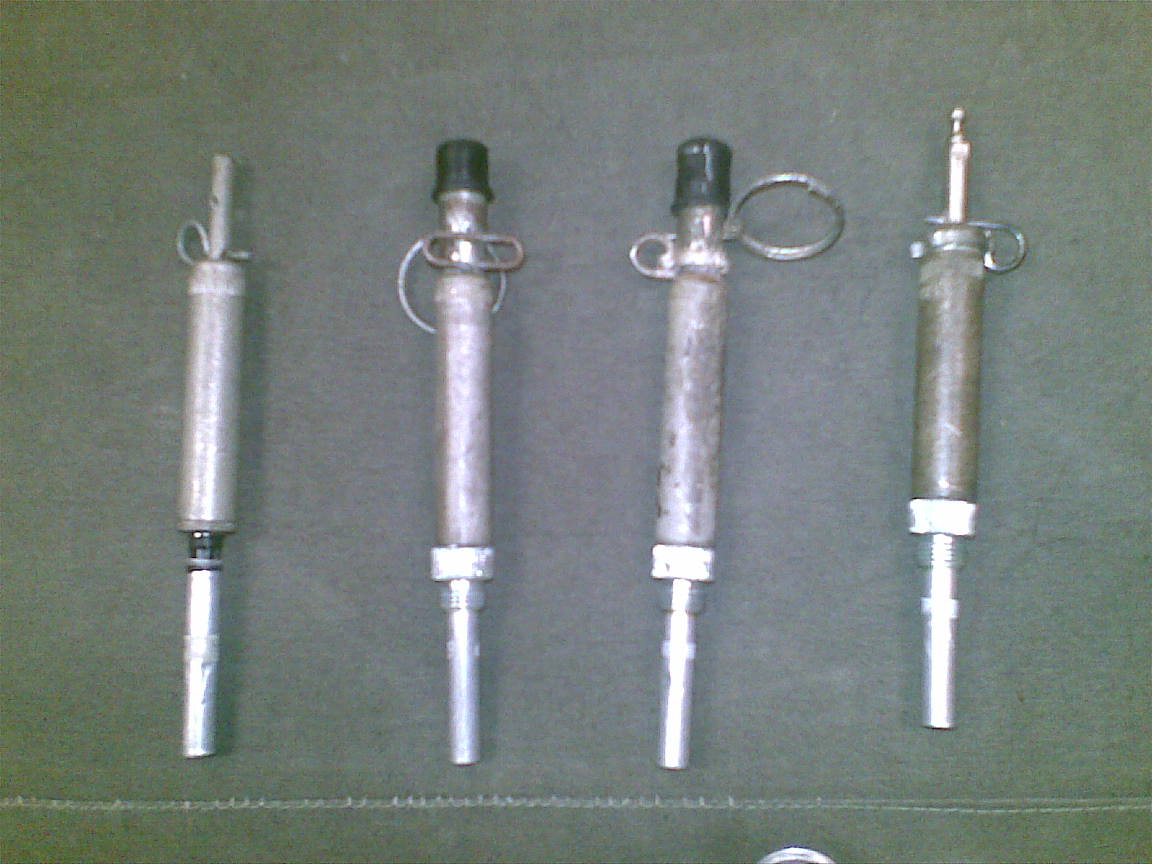
Zapalniki typu MUW

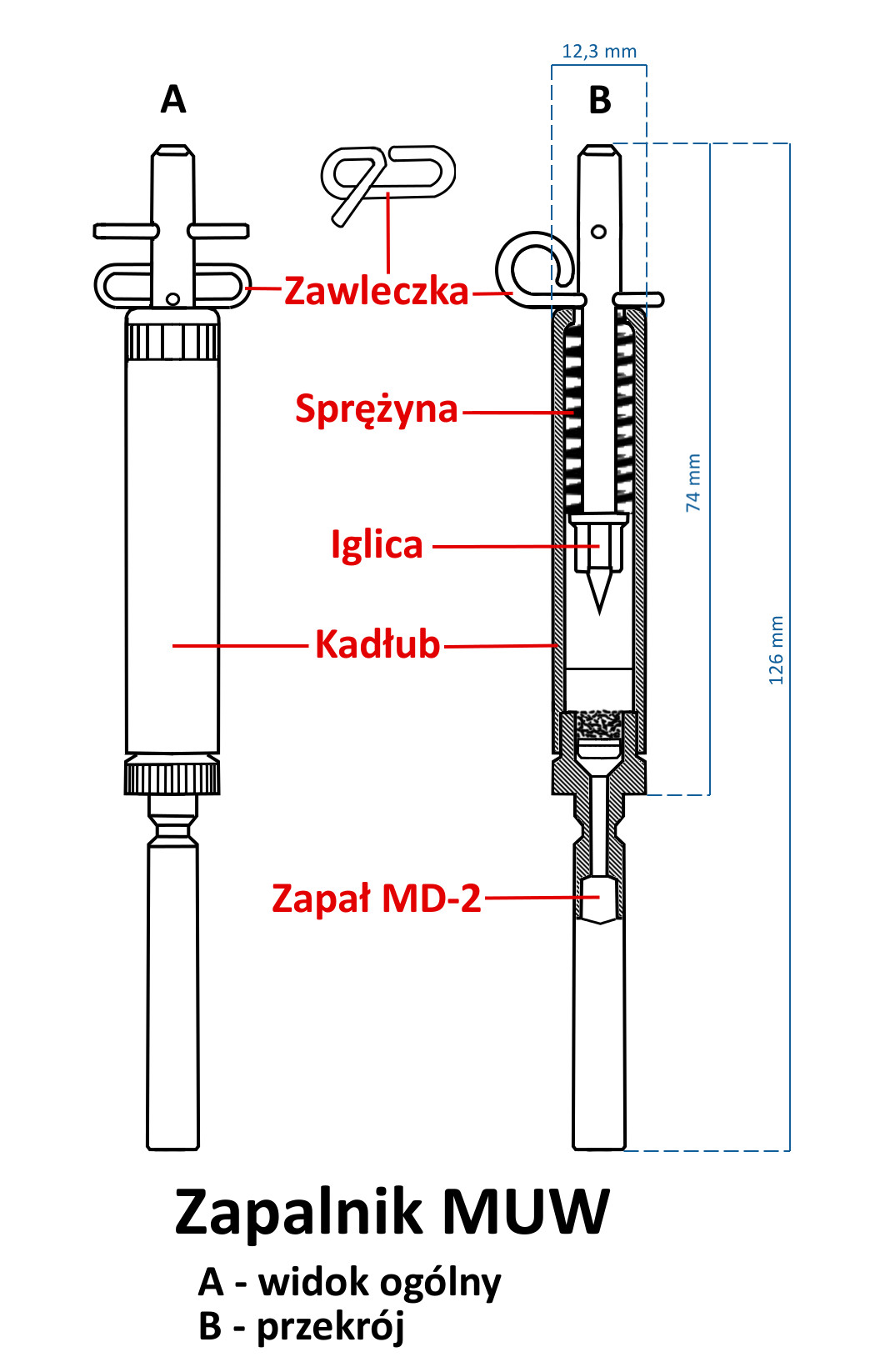
Zapalniki MUW

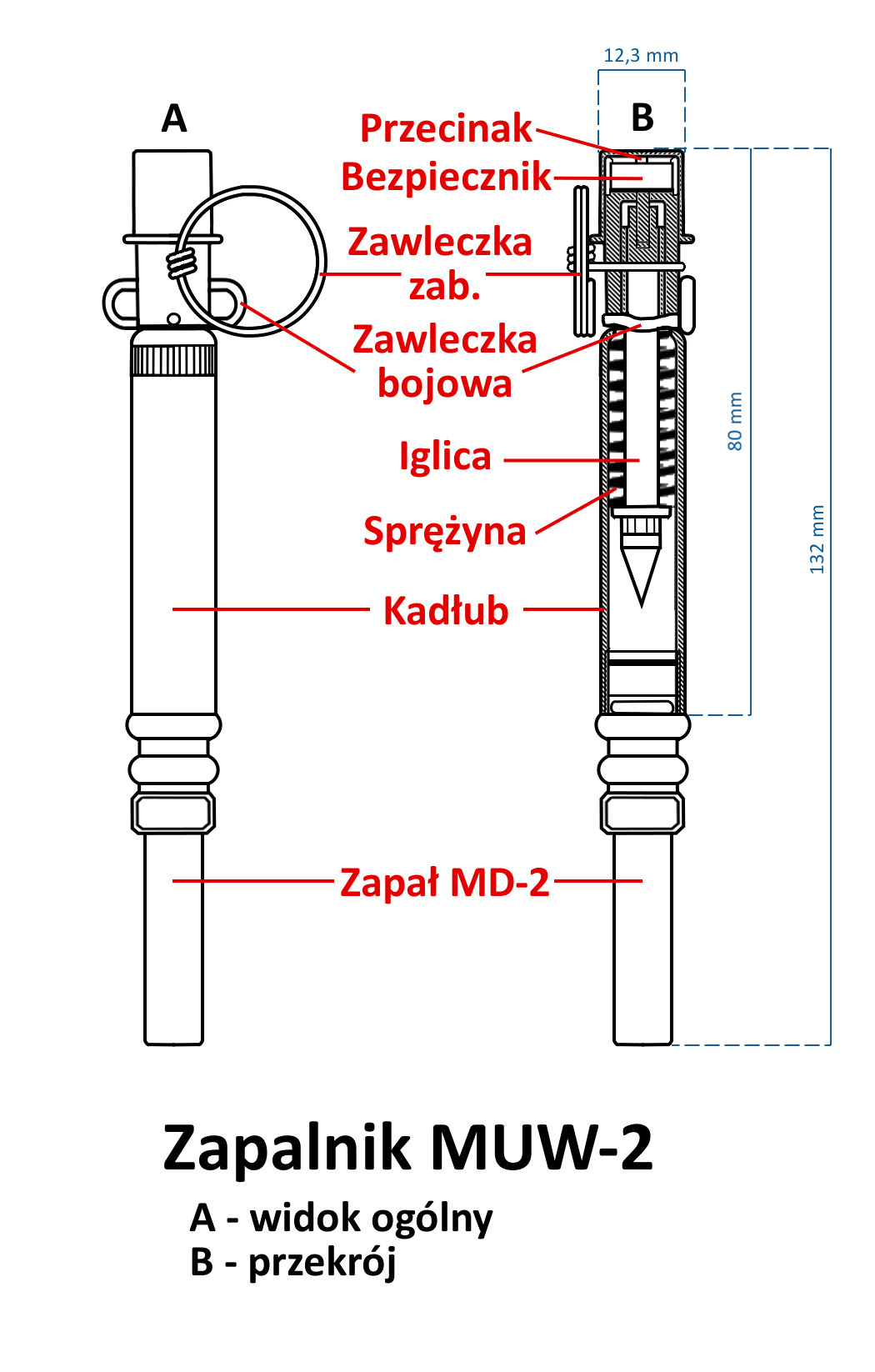
Zapalniki MUW-2

MUW – zapalnik stosowany do uzbrajania min, używany między innymi w Wojsku Polskim.

## Charakterystyka
MUW
Zapalnik MUW składa się z mechanizmu uderzeniowego typu iglicowego i zapału MD-2 lub MD-5M. Jego mechanizm uderzeniowy posiada kadłub, iglicę i zawleczki  w kształcie litery „T” (działania naciskowego) lub „P” (działania naciągowego). Działanie zapalnika następuje na skutek wyciągnięcia zawleczki bojowej; iglica pod działaniem sprężyny uderza w spłonkę zapalającą zapału, na skutek czego następuje jego odpalenie i wybuch miny.
MUW-2
Nowszą odmianą zapalnika jest MUW-2. W odróżnieniu od zapalnika MUW posiada on bezpiecznik ołowiowy, który utrzymuje iglicę w położeniu napiętym w czasie 6 minut. Zapalnik MUW-2 składa się z kadłuba, iglicy z przecinakiem, sprężyny, tulejki, bezpiecznika ołowianego, zawleczki bojowej w kształcie litery „T” lub „P”, zapału MD-5M lub MD-2. Przecinak jest umocowany do iglicy za pomocą wkładki. Na końcówkę zapalnika jest naciągnięty gumowy kołpak, chroniący przed uszkodzeniem bezpiecznik ołowiany i przecinak.

Po włożeniu zapalnika do miny i wyjęciu zawleczki zabezpieczającej, iglica pod działaniem sprężyny rozcina za pomocą przecinaka bezpiecznik ołowiany. Po całkowitym przecięciu bezpiecznika, iglica pod działaniem sprężyny przesuwa się do przodu, aż do momentu oparcia się na zawleczce bojowej i tym samym zapalnik znajduje się w położeniu bojowym. Gdy pod działaniem siły zewnętrznej zawleczka bojowa zostanie wyciągnięta, wówczas zwolniona iglica pod działaniem sprężyny nakłuwa spłonkę zapalającą, powodując zadziałanie zapału i wybuch miny.
MUW-2M
Zapalnik MUW-2M służy do uzbrajania miny PSM-1 na działanie naciskowe. Budowa i zasada działania zapalnika są podane do MUW-2.